# NEOS – La Nova Àustria i Fòrum Liberal
NEOS – La Nova Àustria i Fòrum Liberal (en alemany: NEOS - Das Neue Österreich und Liberals Forum) és un partit polític liberal d'Àustria.

## Història
El partit, fundat l'octubre del 2012, va participar en les eleccions legislatives de 2013 amb una llista electoral conjunta amb el Fòrum Liberal. En les eleccions celebrades el 29 de setembre de 2013, NEOS va rebre el 4.9 % dels vots i 9 escons en el Consell Nacional.
Des del 2018, la presidenta del partit és Beate Meinl-Reisinger, i el 25 de gener de 2014 NEOS va absorbir al Fòrum Liberal, adoptant el seu nom actual, convertint-se en membre de ple dret de l'Aliança dels Demòcrates i Liberals per Europa (ALDE) el 2 de maig de 2014. Actualment forma part de Renovar Europa.
En les Eleccions al Parlament Europeu de 2014, el partit va rebre el 8,1 % dels vots i va obtenir un eurodiputat. En les eleccions legislatives de 2017, els NEOS van obtenir un 5,3 % dels vots i 10 escons en el Consell Nacional. En les Eleccions al Parlament Europeu de 2019, el partit va rebre el 8,4 % dels vots i va tornar a obtenir un eurodiputat.
En les eleccions generals anticipades de 2019, NEOS va obtenir un 8.1 % dels vots i augment la seva representació a 15 escons.

## Polítiques
El partit recolza una democràcia directa mitjançant l'ús de referèndums i la finalització de la conscripció. S'oposa a l'augment de l'impost predial i al finançament públic dels partits polítics. Recolza la creació d'uns Estats Units d'Europa.

## Resultats electorals

### Nationalrat
| Any  | Líder                 | Vots         | %    | Resultat | +/- | Govern   |
| ---- | --------------------- | ------------ | ---- | -------- | --- | -------- |
| 2013 | Matthias Strolz       | 232 946 (#6) | 4,96 | 9 / 183  | Nou | Oposició |
| 2017 | Matthias Strolz       | 268 518 (#4) | 5,30 | 10 / 183 | 1   | Oposició |
| 2019 | Beate Meinl-Reisinger | 387 124 (#5) | 8.10 | 15 / 183 | 5   | Oposició |
| 2024 | Beate Meinl-Reisinger | 421,954 (#4) | 8,96 | 17 / 183 | 2   | Coalició |

### Parlament Europeu
| Any  | Líder               | Vots    | %          | Escons | +/– | Grup |
| ---- | ------------------- | ------- | ---------- | ------ | --- | ---- |
| 2014 | Angelika Mlinar     | 229,781 | 8.14 (#5)  | 1 / 18 | Nou | ALDE |
| 2019 | Claudia Gamon       | 319,024 | 8.44 (#5)  | 1 / 18 | =   | RE   |
| 2024 | Helmut Brandstätter | 357,214 | 10.14 (#5) | 2 / 20 | 1   | RE   |